# Ahmed Abdou
Pour les articles homonymes, voir Abdou.
Ahmed Abdou, né en 1936 à Mutsamudu (île d'Anjouan), est un homme politique comorien.

## Biographie
Bref ministre des Finances du gouvernement autonome des Comores en 1972, puis à nouveau de 1973 jusqu'à l'indépendance du pays, en 1975, il est nommé Premier ministre le 27 décembre 1996. En mai 1997, il fait l'objet d'un mouvement de protestation, mais un vote de confiance à l'Assemblée le conforte à son poste. Le 9 septembre 1997, il est obligé de démissionner alors que deux des îles comoriennes, dont Anjouan, sont secouées par une crise séparatiste.